# Real Junta Particular de Comercio de Barcelona

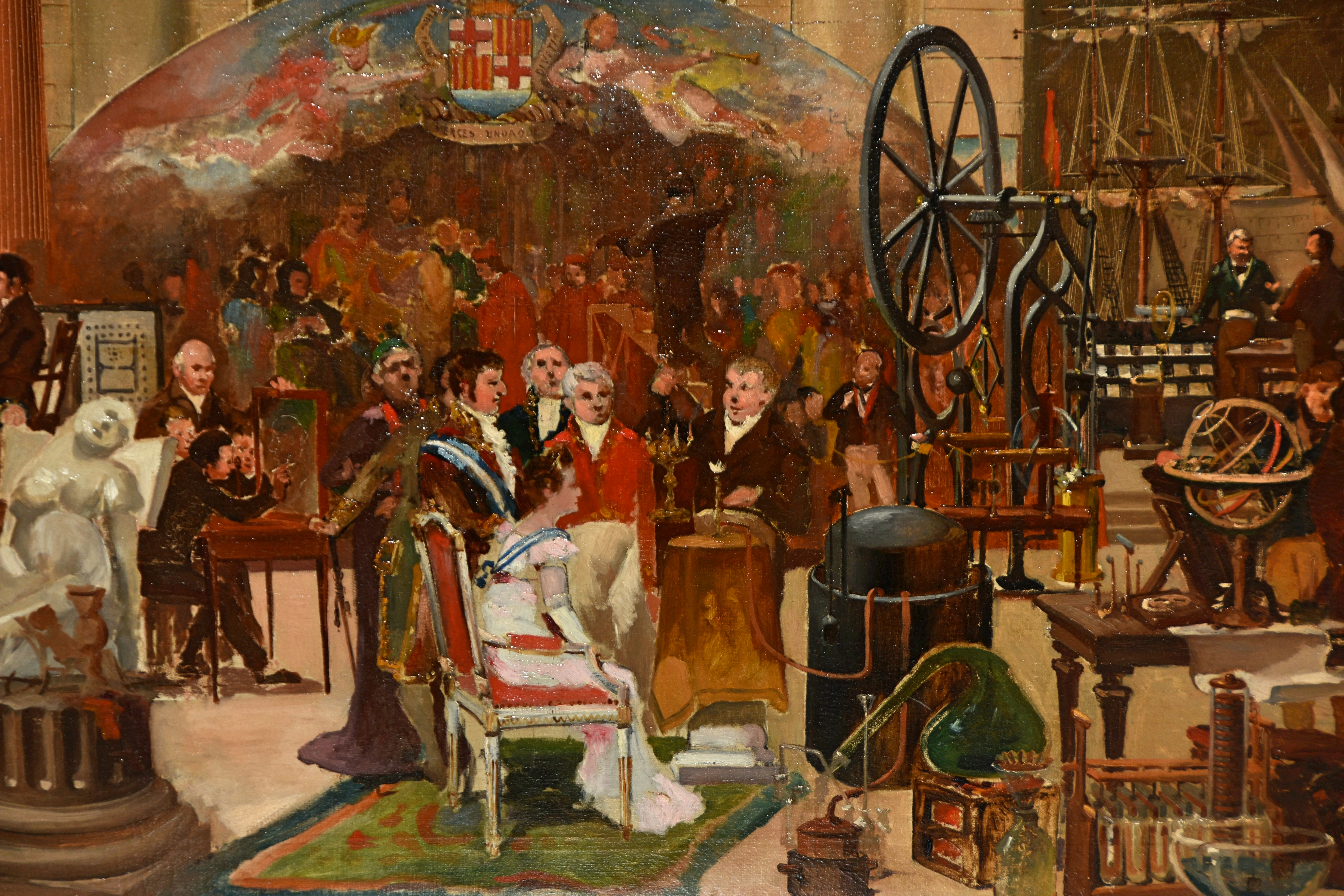
Detalle del cuadro de Emili Casals y Camps "Visita de los reyes Fernando VII y María Amalia a Lonja en 1827" (Museo de Historia de Barcelona, MUHBA) que representa alegóricamente las diversas escuelas impulsadas por la Junta de Comercio.

La Real Junta Particular de Comercio de Barcelona, más conocida como Junta de Comercio, fue una institución impulsora de la actividad comercial e industrial de Cataluña, España. Fue creada en Barcelona en 1758 y sustituida en 1847 por la Junta Provincial de Agricultura, Industria y Comercio. 
Como ha destacado la historiadora Núria Sales, desempeñó «un papel vital en la difusión de técnicas nuevas, en el progreso técnico» de Cataluña. «Auténtica reencarnación del antiguo Consolat del Mar, importaría máquinas, traería técnicos de fuera, enviaría del país que aprendieran en fábricas de Lyon, establecería escuelas de hilados, de tejidos, de construcción de telares, promovería mejoras con concursos y premios».

## Origen
El Decreto de Nueva Planta supuso la supresión del Consulado del Mar y de las antiguas universidades catalanas. Los menestrales y comerciantes catalanes reivindicaron la recuperación de una institución de fomento de la economía desde entonces. Durante el reinado de Fernando VI, se crea la Junta de Comercio el 16 de marzo de 1758, pero es en 1763 cuando se dispuso de las ordenanzas aprobadas, ya en el reinado de Carlos III. Se recuperó la sede del antiguo Consulado de Mar el año 1767. El edificio de la Lonja de Mar había sido destinado a cuartel, por lo que fue restaurado para su adecuación a la Junta.

## Actividad
La Junta fomentó tanto el comercio interior como el exterior, especialmente en América e impulsó escuelas de enseñanza técnica para conseguir unos productos competitivos, las manufacturas indianas. En 1769 creó la Escuela de Náutica, en 1775 la Escuela Gratuita de Diseño que se convertiría en una Academia de Bellas Artes, en 1805 las escuelas de Química y Taquigrafía, en 1807 la Escuela de Botánica. Una de estas escuelas fue la escuela pública de dibujo de Mataró, que tuvo como profesor de dibujo a Joan Barba de 1841 a 1851. Con posterioridad, se abrieron diferentes escuelas en los campos de la economía, la física o la mecánica, dotando a Cataluña de una red de formación que le permitió alcanzar una industria competitiva.
Especial relevancia tuvieron el Colegio de Química y el Colegio de Cirugía, «tan necesarios dada la inepcia de la Facultad de Medicina de Cervera, donde no existía ningún otro tipo de estudios científicos». Entre sus profesores contó con Francisco Carbonell, renovador de los estudios de química, y con Francisco Santpons, un renombrado médico de fama europea. La Junta también promovió los estudios históricos entre los que destacó el trabajo encargado a Antonio de Capmany que se publicó con el título Memorias Históricas sobre la Marina, Comercio y Artes de la antigua ciudad de Barcelona entre 1779 y 1792.
Su archivo, riquísimo, básico para estudiar la vida catalana setecentista, se conserva en la Biblioteca de Cataluña.